# Pterisanthes beccariana
Pterisanthes beccariana är en vinväxtart som beskrevs av Jules Émile Planchon. Pterisanthes beccariana ingår i släktet Pterisanthes och familjen vinväxter. Inga underarter finns listade i Catalogue of Life.